# فوجیوارا نو فوهیتو
فوجی‌وارا نو فوهیتو (به ژاپنی: 藤原 不比等 ふじわら の ふひと Fujiwara no Fuhito); ۱ ژانویهٔ ۰۶۵۹ – ۱۳ سپتامبر ۰۷۲۰) دولت‌مرد اهل ژاپن در طی دوره آسوکا و دوره نارا بود. چهار پسر او بنیان‌گذاران چهار شاخه از خاندان فوجیوارا بودند:
1. خاندان فوجیوارای جنوبی
2. فوجیوارا هوکه
3. خاندان فوجیوارا شیکی
4. خاندان فوجیوارا کیو

دومین پسر او فوجیوارا نو فوساساکی بنیان‌گذار خاندان فوجیوارا هوکه بود.

## زنان و فرزندان
- سوگا نو شوشی (ماساکو)، دختر سوگا نو موراجیکو
  - فوجیوارا نو موچیمارو (۶۸۰–۷۳۷)
  - فوجیوارا نو فوساساکی (۶۸۱–۷۳۷)
  - فوجیوارا نو اوماکای (۶۹۴–۷۳۷)
- کامو نو هیمه، دختر کامو نو امیشی
  - میاکو (متوفی ۷۵۴)، ازدواج با امپراتور مونمو
  - فوجیوارا نو ناگاکو ازدواج با شاهزاده ناگایا
- ایوئه نو ایراتسومه  [ja]، خواهر ناتنی فوهیتو (ملکه دواگر امپراتور تنمو)
  - فوجیوارا نو مارو (۶۹۵–۷۳۷)
- آگاتا نو انوکای نو میچییو (مرگ ۷۳۳) (همسر قبلی شاهزاده مینو)
  - آسوکابه-هیمه (امپراتریس کومیو) (۷۰۱–۷۶۰)، ملکه و همسر امپراتور شومو
  - تابینو (مورد مناقشه است)، ازدواج با تاچیبانا نو موروئه